# Фредерік Келлі (веслувальник)
Фредерік Келлі (англ. Frederick Septimus Kelly, 29 травня 1881 — 13 листопада 1916) — британський академічний веслувальник.
Олімпійський чемпіон 1908 року в складі вісімки.